# Diocèse de Mopti
Le diocèse de Mopti est une juridiction catholique au Mali. Il a été établi le 29 septembre 1964, en remplacement de la préfecture apostolique de Gao créé le 9 juin 1942. Il relève de l’archidiocèse de Bamako. Il comptait en 2004, 26 369 baptisés sur 3 690 000 habitants. 

## Liste des évêques de Mopti
- 29 septembre 1964 - 12 avril 1988 : Georges Biard (de)
- 19 décembre 1994 - 27 juin 1998 : Jean Zerbo
- 30 août 1999 - † 22 septembre 2016 : Georges Fonghoro (en)
- depuis le 27 mars 2020 : Jean-Baptiste Tiama